# Underground (Goran Bregović)
| Recensione | Giudizio |
| ---------- | -------- |
| AllMusic   | [ 2 ]    |

Underground o, per esteso, Music Inspired and Taken from Underground, è la colonna sonora del film omonimo composta, arrangiata e prodotta dal musicista bosniaco Goran Bregović, pubblicata nel 1995.
Diverse canzoni di quest'album, come Mesečina e Kalašnjikov, sono diventate dei successi per band da taverna e di ottoni.

## Tracce
1. Kalasnjikov - 3:21 (testo: Chantre - musica: Bregović)
2. Ausencia - 3:48 (feat. Cesária Évora)
3. Mesecina = Moonlight - 3:58 (Bregović)
4. Ya Ya (Ringe Ringe Raja) - 2:28 (Robinson, Lewis, Dorsey - adatt: Marjanović)
5. Cajesukarije -Ćoćek- 3:31 (tradizionale)
6. Wedding-Ćoćek - 4:24 (tradizionale)
7. War - 6:36 (Bregović)
8. Underground-Ćoćek - 4:24 (tradizionale)
9. Underground Tango - 5:10 (Bregović)
10. The Belly Button of the World - 5:39 (Bregović)
11. Sheva - 1:21 (tradizionale)

## Formazione
- Zdravko Čolić - voce
- Daniela Radkova - voce femminile
- Lidija Ljubenova - voce femminile
- Ljudmila Ratkova - voce femminile
- Snezana Borisova - voce femminile
- Bora Dugić - fiffaro solista
- Žorž Grujić - corno, gaida, fyelli
- Nenad Jelić - batteria
- Ognjan Radivojević - batteria
- Srdjan Kurpjel - programmatore
- Đorđe Janković - programmatore
- Vesna Jovanović - primo violino (tracce 7 e 10)
- Boban Marković Orkestar - orchestra (tracce 1-6, 8, 9 e 11)
- Orkestar Salijević - orchestra (tracce 1-6, 8, 9 e 11)
- Simfonijski Orkestar RTB - orchestra (tracce 7 e 10)
- Hor RTB - coro (tracce 7 e 10)
- Bojan Suđić - direzione d'orchestra (tracce 7 e 10)

### Produzione
- Dragan Vukićević - ingegneria del suono
- George Shilling - ingegneria del suono
- Stéphane Caisson - ingegneria del suono
- Vladimir Negovanović - ingegneria del suono
- Zoran Janković - ingegneria del suono
- Frédérique Dumas-Zajdela - coordinazione musicale
- Jacques Sanjuan - coordinazione musicale
- Tony Cousins - mastering
- Laurent Lufroy - poster
- Peter Mountain - fotografie